# Badische Tenderreihe 3 T 14
Die Badische Tenderreihe 3 T 14 war eine Schlepptenderreihe der Großherzoglich Badischen Staatseisenbahnen. Die Zahl vor dem T beschreibt die Achsformel und die hinten den Wasserkasteninhalt in Kubikmetern.

## Geschichte
Verwendet wurde dieser dreiachsige Typ bei jeweils einem Teil der Schnellzug-Dampflokomotiven der Gattung IV e und der Güterzuglokomotiven der Gattung VIII c. Von den 60 Exemplaren die in den Bestandslisten vom 1. Januar 1913 enthalten sind, wurden 31 Stück von der belgischen Wagenbauanstalt Baume & Marpent gebaut, die anderen 29 von verschiedenen Lok- und Waggonfabriken in Deutschland. Die Maße waren fast identisch mit den Tendern der Reihe 3 T 13,5, weshalb die Tender äußerlich nur schwer zu unterscheiden waren.